# Marumba spectabilis
Marumba spectabilis är en fjärilsart som beskrevs av Butler 1875. Marumba spectabilis ingår i släktet Marumba och familjen svärmare. Inga underarter finns listade i Catalogue of Life.

## Beskrivning

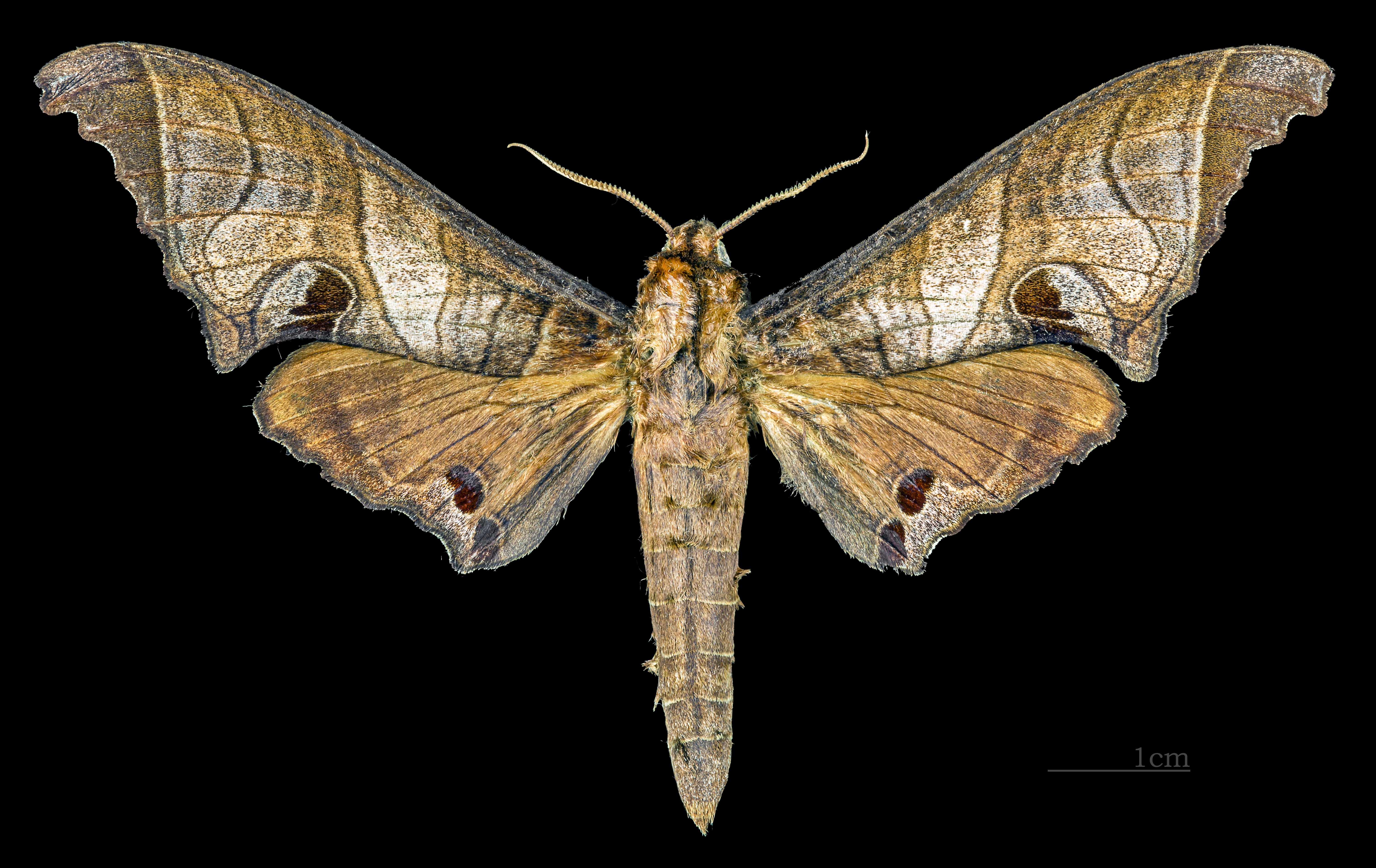
Marumba spectabilis spectabilis  ♂
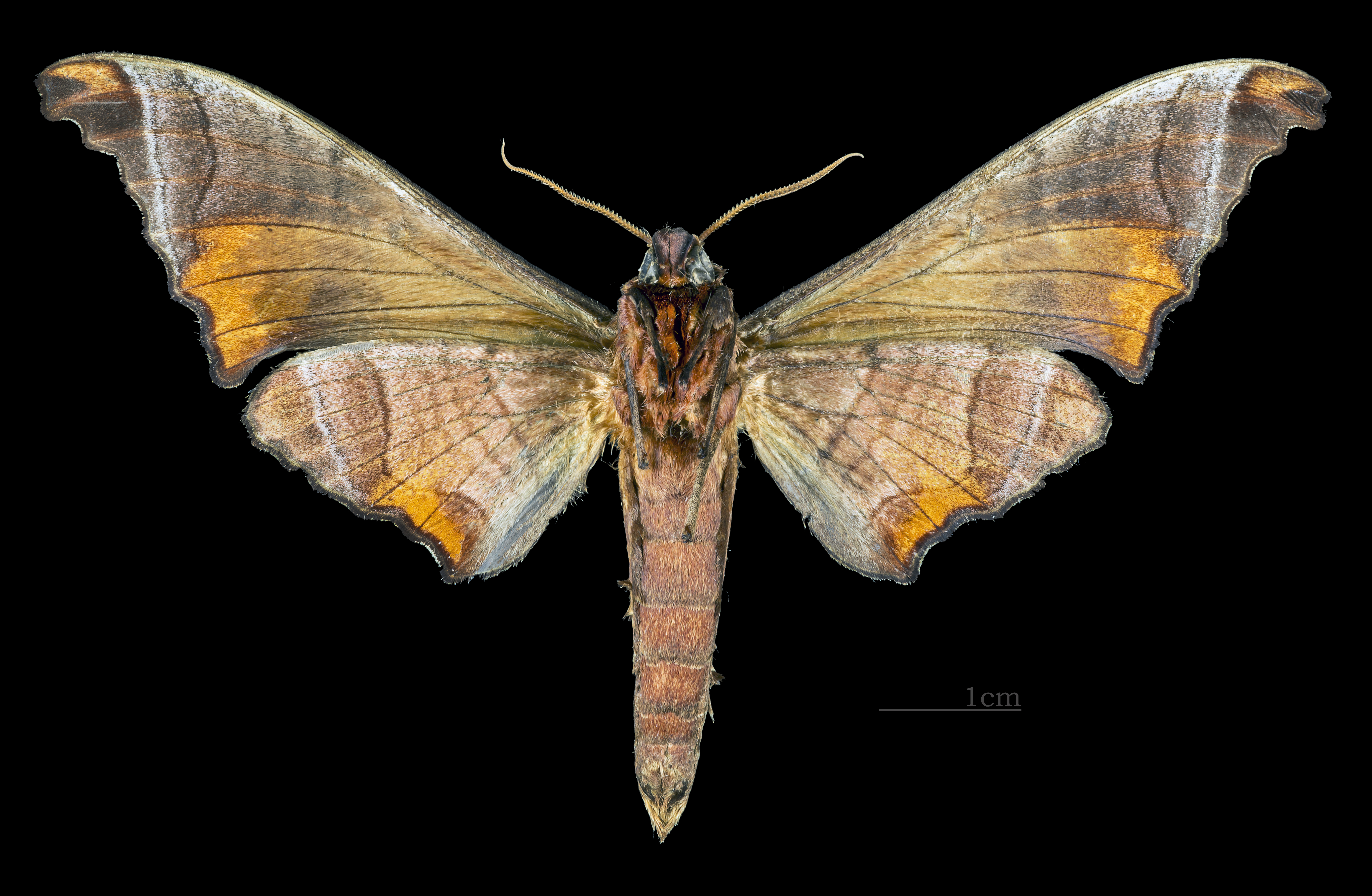
Marumba spectabilis spectabilis  ♂  △

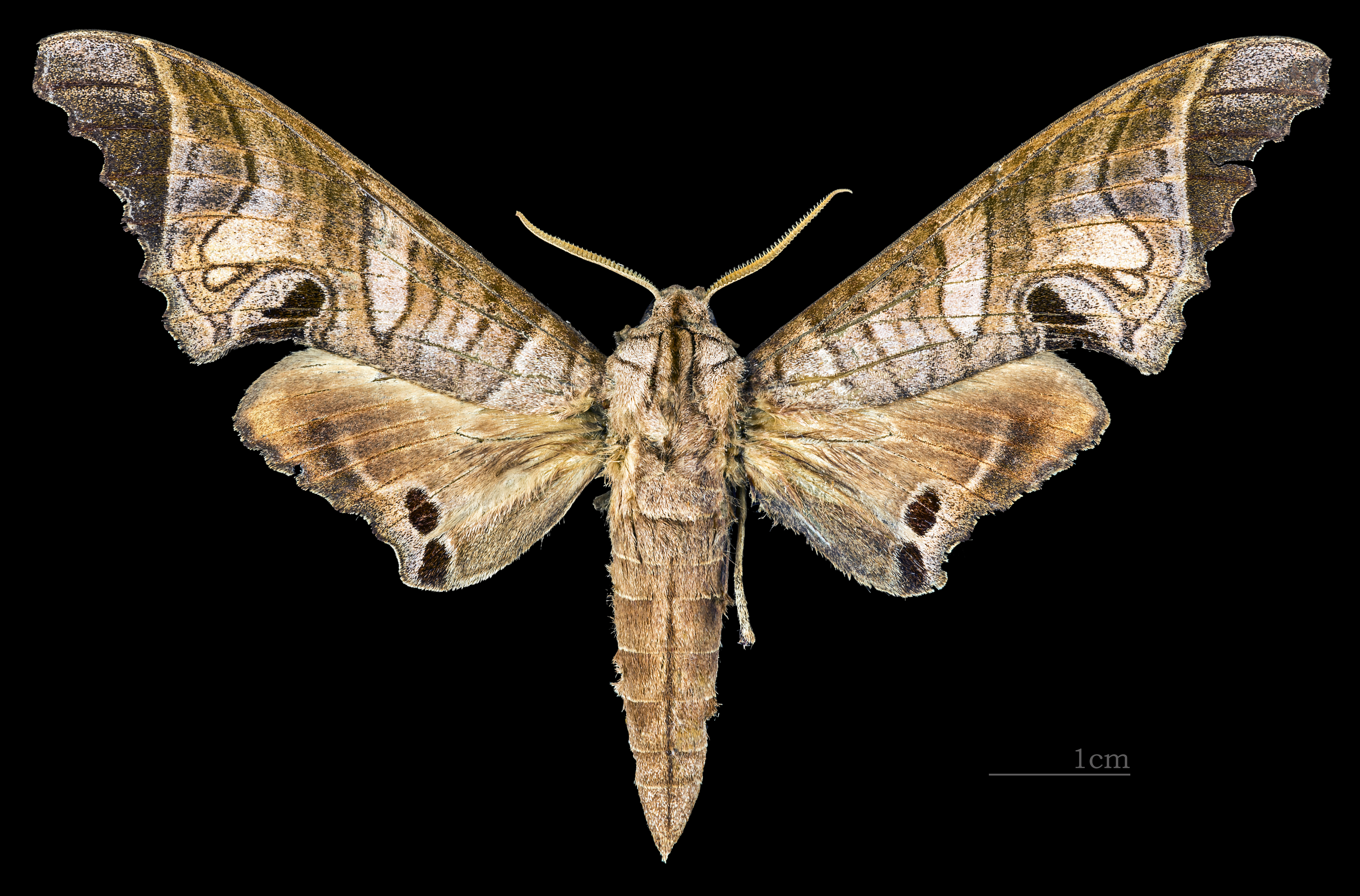
Marumba spectabilis malayana   ♂
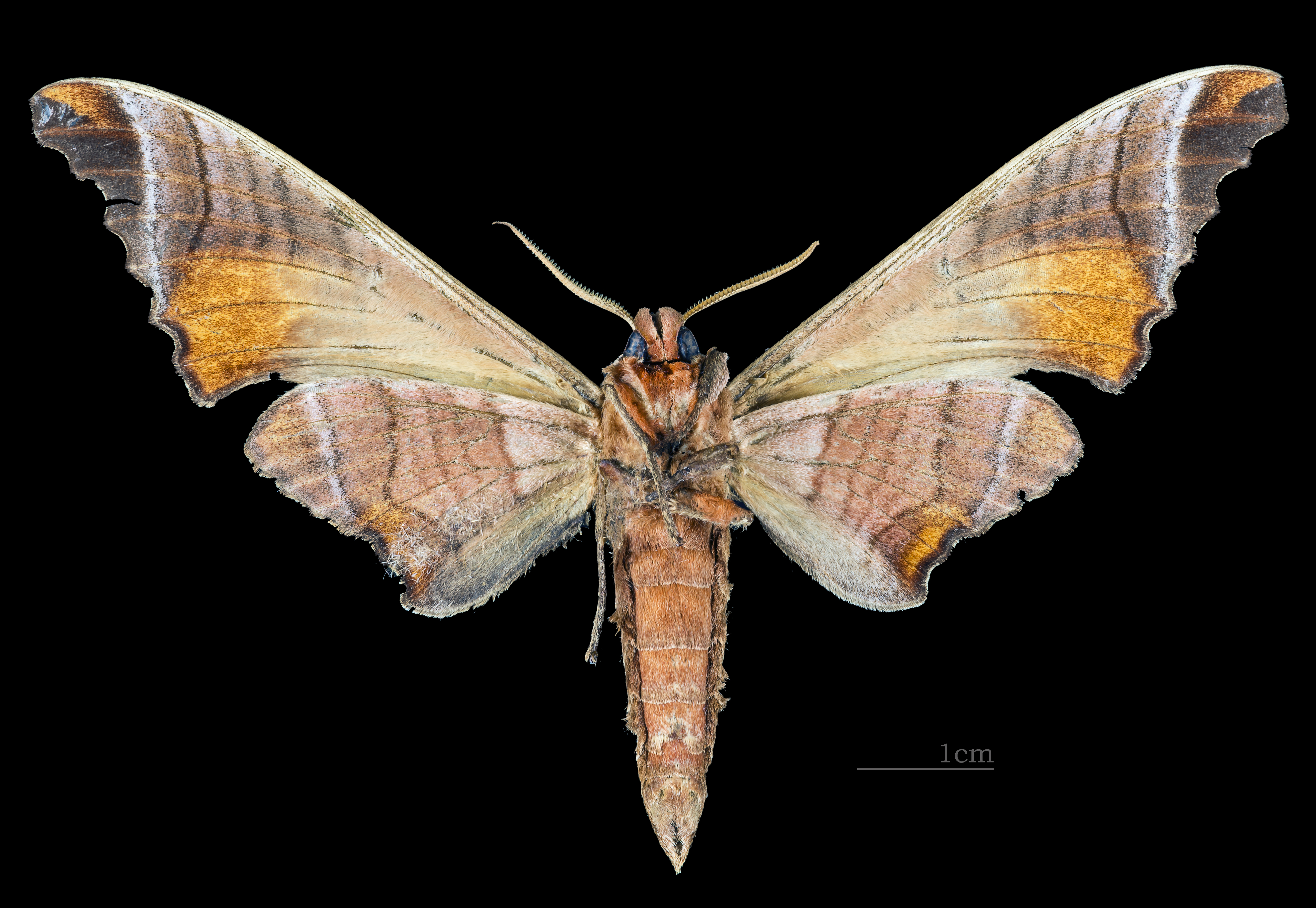
Marumba spectabilis malayana  ♂  △